# Avianca Group
Avianca Group International Limited (precedentemente Avianca Holdings S.A. / AviancaTaca Holding S.A.) è una holding di compagnie aeree dell'America Latina formata nel febbraio 2010 dalla fusione di due compagnie aeree, Avianca dalla Colombia e TACA Airlines dal El Salvador. Avianca Group ha sede legale a St Albans, Regno Unito e sede operativa a Bogotà, Colombia.

## Operazioni
L'azienda è la seconda holding aeronautica in America Latina per fatturato e dimensioni della flotta dopo LATAM Airlines Group con sede a Santiago, in Cile. Con una flotta di oltre 150 aeromobili e 19.000 dipendenti, Avianca serve oltre 100 destinazioni in America e in Europa, che si collegano a oltre 750 destinazioni in tutto il mondo attraverso accordi di codeshare con compagnie aeree partner. Nel 2013 Avianca ha trasportato 24,6 milioni di passeggeri.

## Azionisti

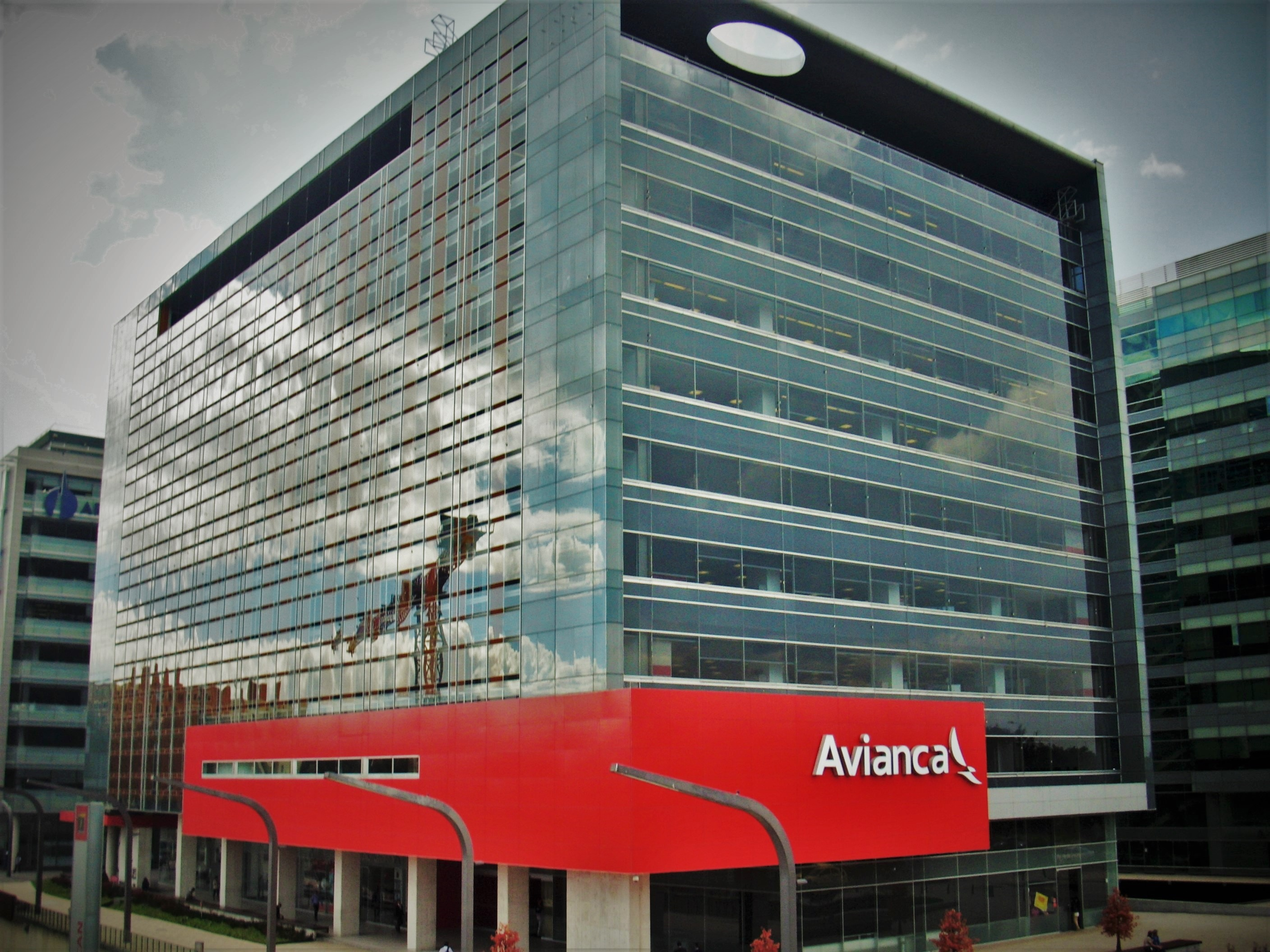
Sede di Avianca Holdings a Bogotà.

Composizione azionaria di Avianca Holding S.A. all'4 marzo 2020:
- BRW Aviation LLC - 51,53 %
- Kingsland Holdings Limited - 14,46 %
- United Airlines - 1 %
- Avianca Holdings S.A - 15,64 %
- Fondi pensionistici - 17, 37%

## Compagnie controllate
- Avianca
  - Avianca Cargo
  - Avianca Costa Rica
  - Avianca Ecuador
  - Avianca El Salvador
  - Avianca Express
  - Avianca Honduras
  - Avianca Nicaragua
  - Avianca Perú
  - Avianca Guatemala
  - Helicol
  - Petroleum Aviation and Services (PAS)
  - Sansa Airlines

## Flotta

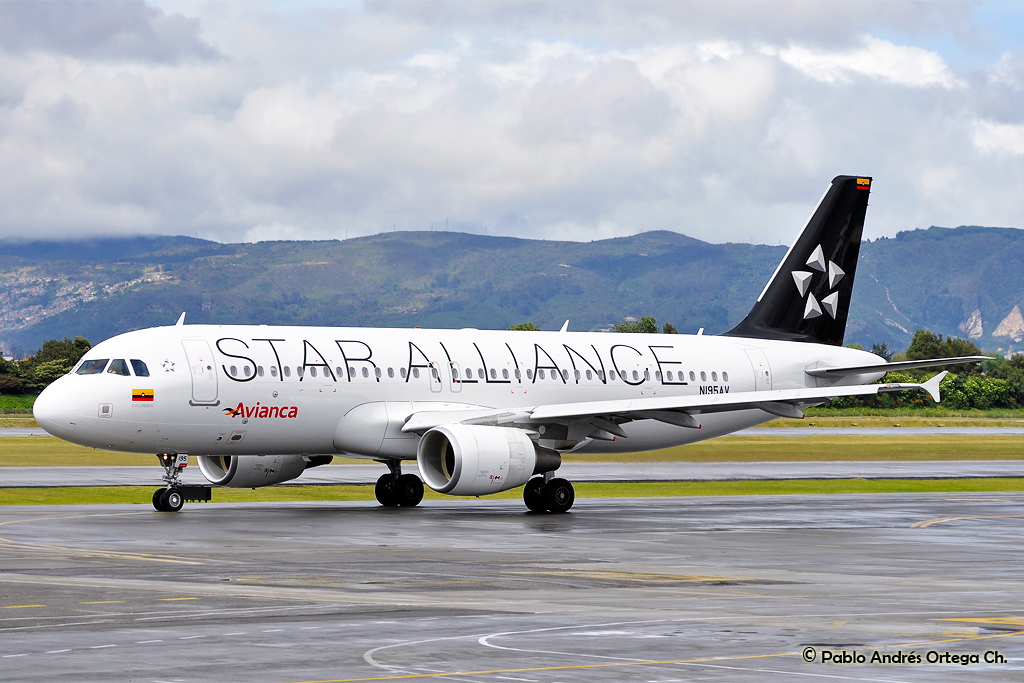
Un Airbus A320-200 di Avianca in livrea Star Alliance.

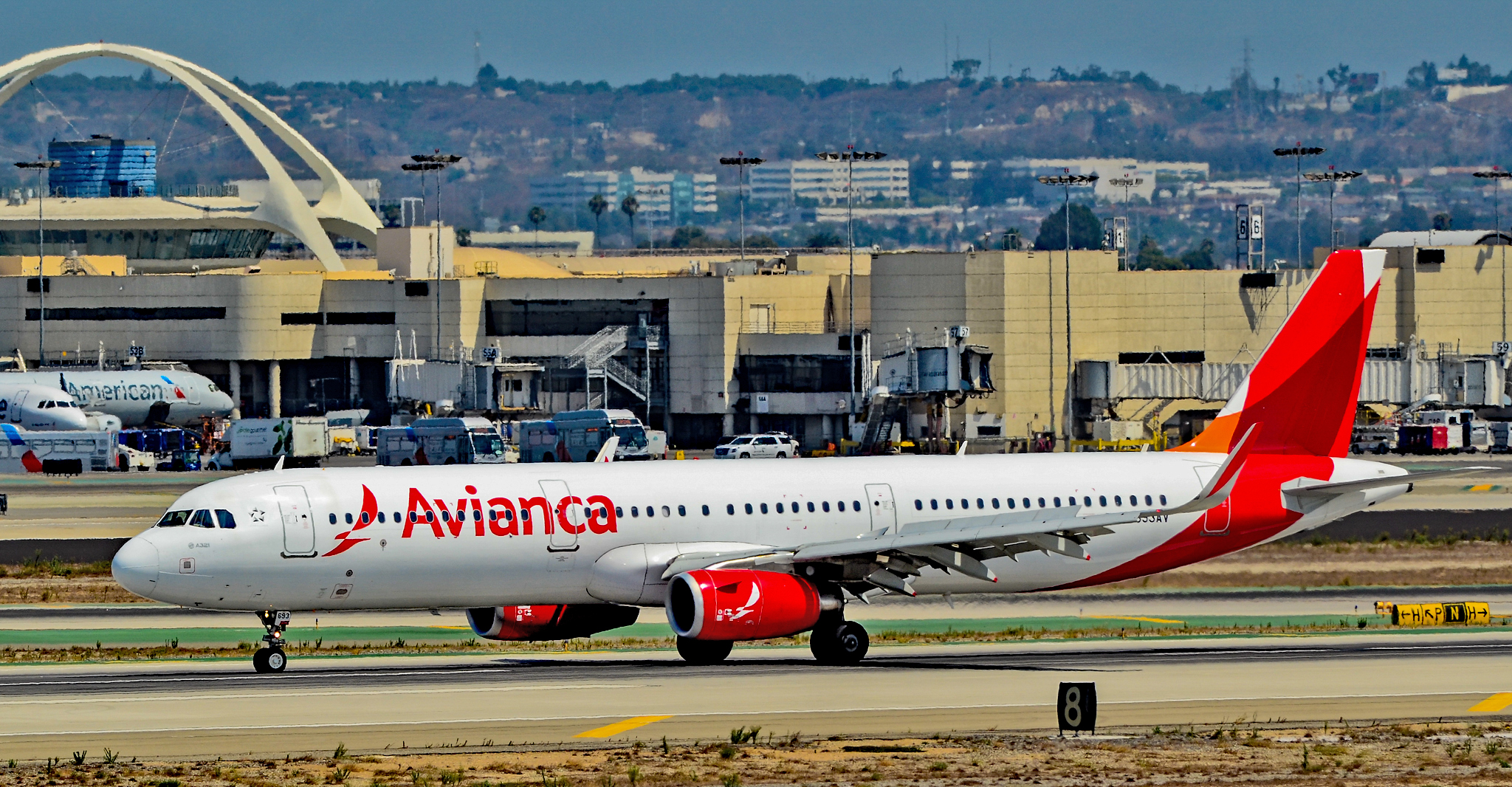
Un Airbus A321-200 di Avianca.

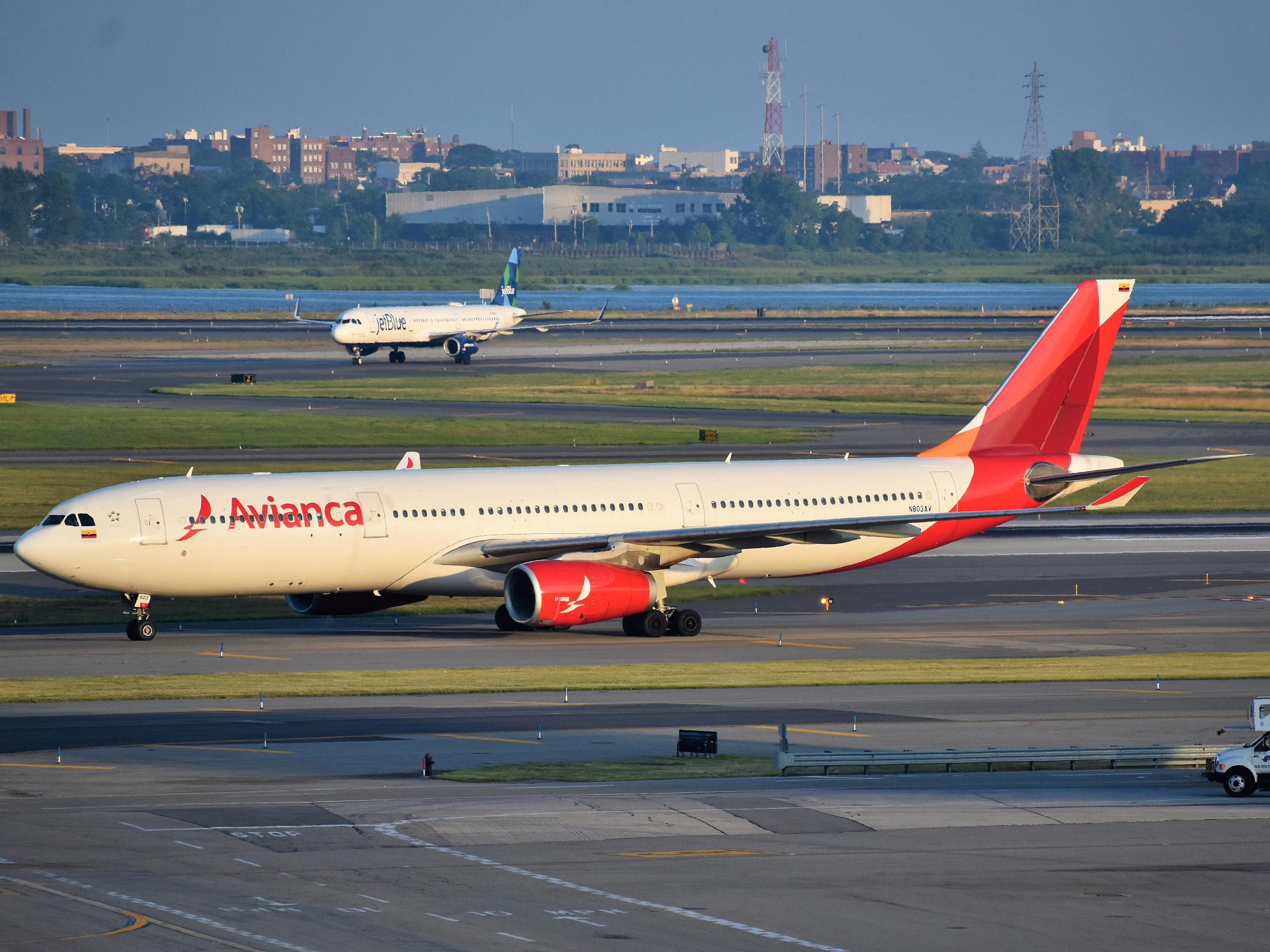
Un Airbus A330-300 di Avianca.

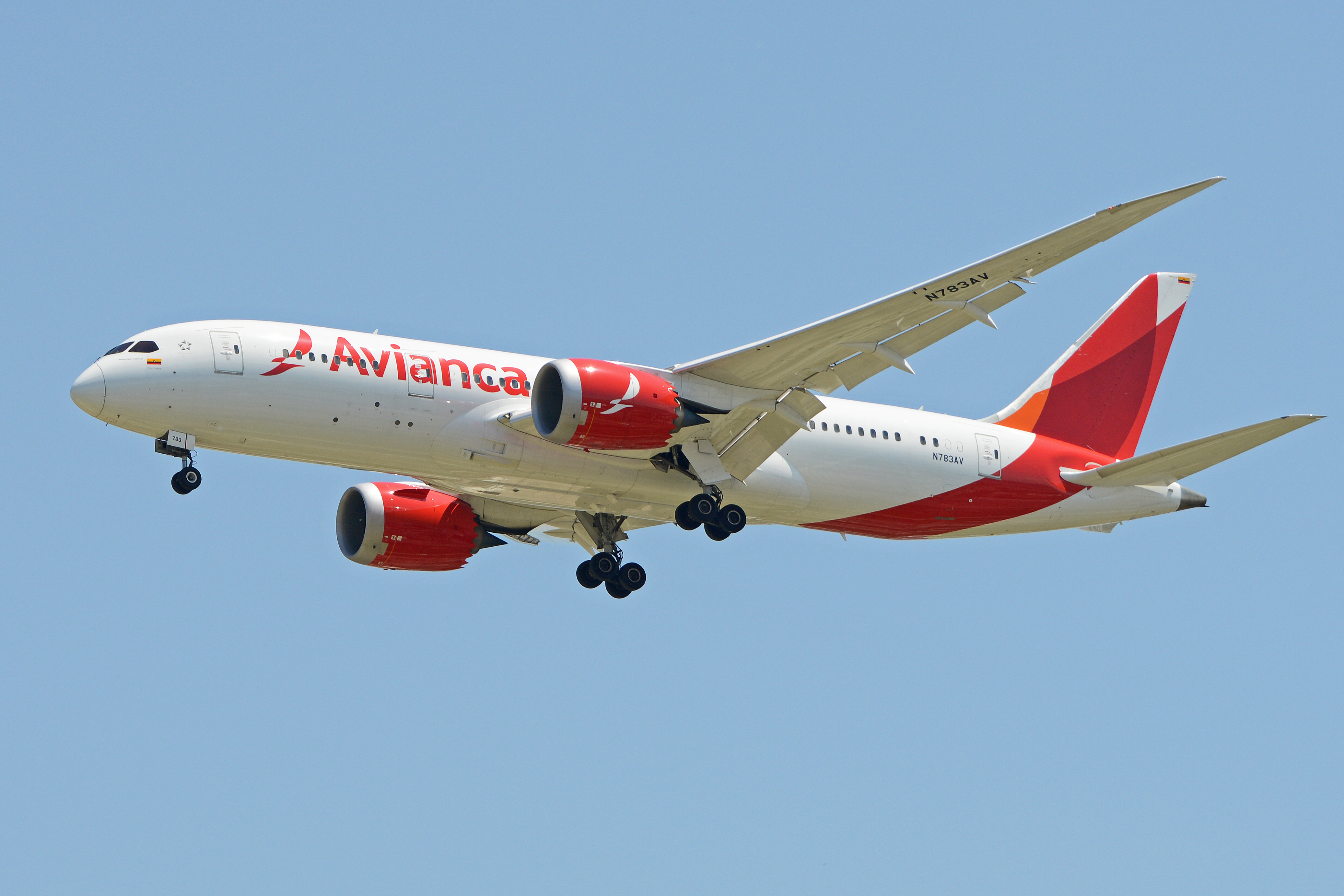
Un Boeing 787-8 di Avianca.

Avianca Holdings, attraverso le sue sussidiarie, opera i seguenti aeromobili:
| Aereo            | Operatore          | Note |
| ---------------- | ------------------ | ---- |
| ATR 72-600       | AV, GU             |      |
| Airbus A319-100  | AV, 2K, TA, LR, T0 |      |
| Airbus A320-200  | AV, 2K, TA, T0, LR |      |
| Airbus A320neo   | AV, LR, TA         |      |
| Airbus A321-200  | T0, AV, LR, TA     |      |
| Airbus A321neo   | AV                 |      |
| Airbus A330-200  | T0, AV             |      |
| Airbus A330-300  | AV                 |      |
| Boeing 787-8     | AV                 |      |
| Boeing 787-9     | AV                 |      |
| Flotta cargo     |                    |      |
| Airbus A330-200F | QT                 |      |
| Totale           |                    |      |